# 利摩日都会公共交通公司
利摩日都会公共交通公司（法語：Société de transports en commun de Limoges Métropole，其简称亦为其商业名称）是法国中南部城市利摩日的城市公共交通系统运营商。

## 历史
利摩日境内的都会公共交通公司的前身为1897年成立的“利摩日有轨电车公司”（Compagnie des tramways électriques de Limoges），管理利摩日有轨电车系统。到1903年，利摩日有轨电车共包含了六条线路，总里程达17.7公里。
1939年，利摩日有轨电车逐渐被无轨电车及公共汽车代替，至1951年完全消失。1954年，利摩日有轨电车公司改组建立“利摩日无轨电车公司”（Compagnie des Trolleybus de Limoges）。此后，随着公共汽车数量的增多，利摩日无轨电车公司于1985年1月1日被利摩日都会公共交通公司代替。

## 组织

### 运营
利摩日城市公共交通系统的大部分线路由法国交通发展集团负责提供车辆及人员配置；一些郊区及校车线路则由当地地方性的客运公司负责经营。

### 财政
利摩日都会公共交通公司的财政由利摩日都会城市公共社区负责，其财政来源包括三部分：
- 地方财政支出，即利摩日都会城市公共社区（法语：Communauté urbaine Limoges Métropole）本身。
- 交通财政转移（Versement du transport），其财政来源为企业财政征收（Prélèvement）。
- 商业收入，即车票等。

利摩日都会公共交通公司系统尚未获得国家直接补助。

## 设施
截止2021年5月，利摩日城市公共交通系统包括了5条无轨电车线路和31条公共汽车线路，车辆总数为121辆。共雇有员工约340人。
利摩日公交车库位于甘古安桥北侧。

## 票价
利摩日都会公共交通公司的车票系统包括两大类型：单次车票和公交卡。

### 单次车票
利摩日都会公共交通公司的单次车票需要纸质芯片卡，不记名，可在公交车司机处或指定烟酒店购买，一次作废。单次车票在刷卡后一小时内可无限次换乘。此外，在综合停车场附近亦可购买停车+公交联合车票。

### 公交卡
利摩日的公交卡包含多种类型，包括公共卡（所有人均可办理和使用）、学生卡、老年卡等，办理时需实名登记并出示相关证件。普通的公交卡可在指定的时间段内无限次乘坐利摩日都会公共交通公司下属的所有线路。

## 未来发展
利摩日远期规划修建大容量公交系统。

## 图集

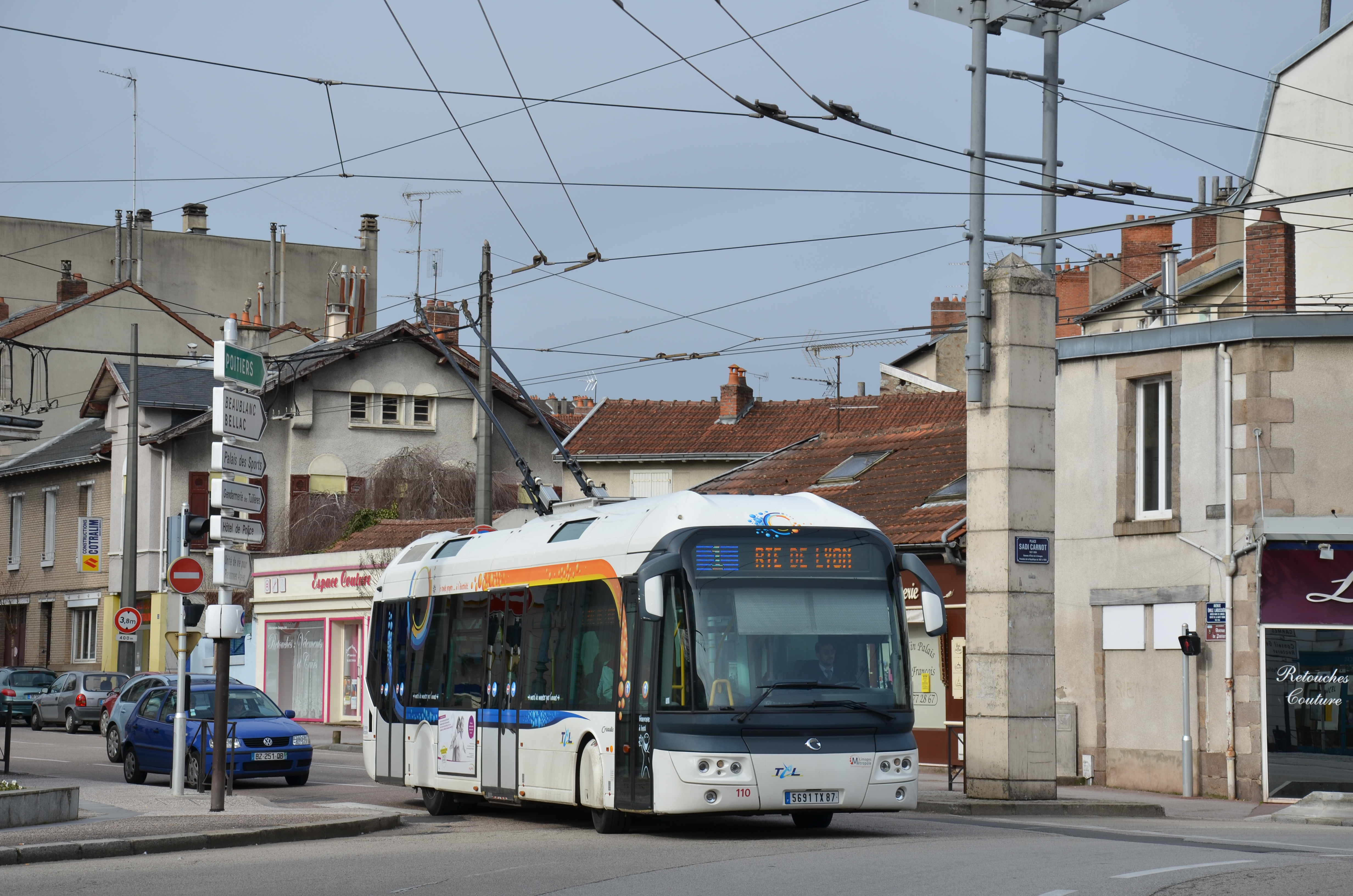
利摩日电车1路
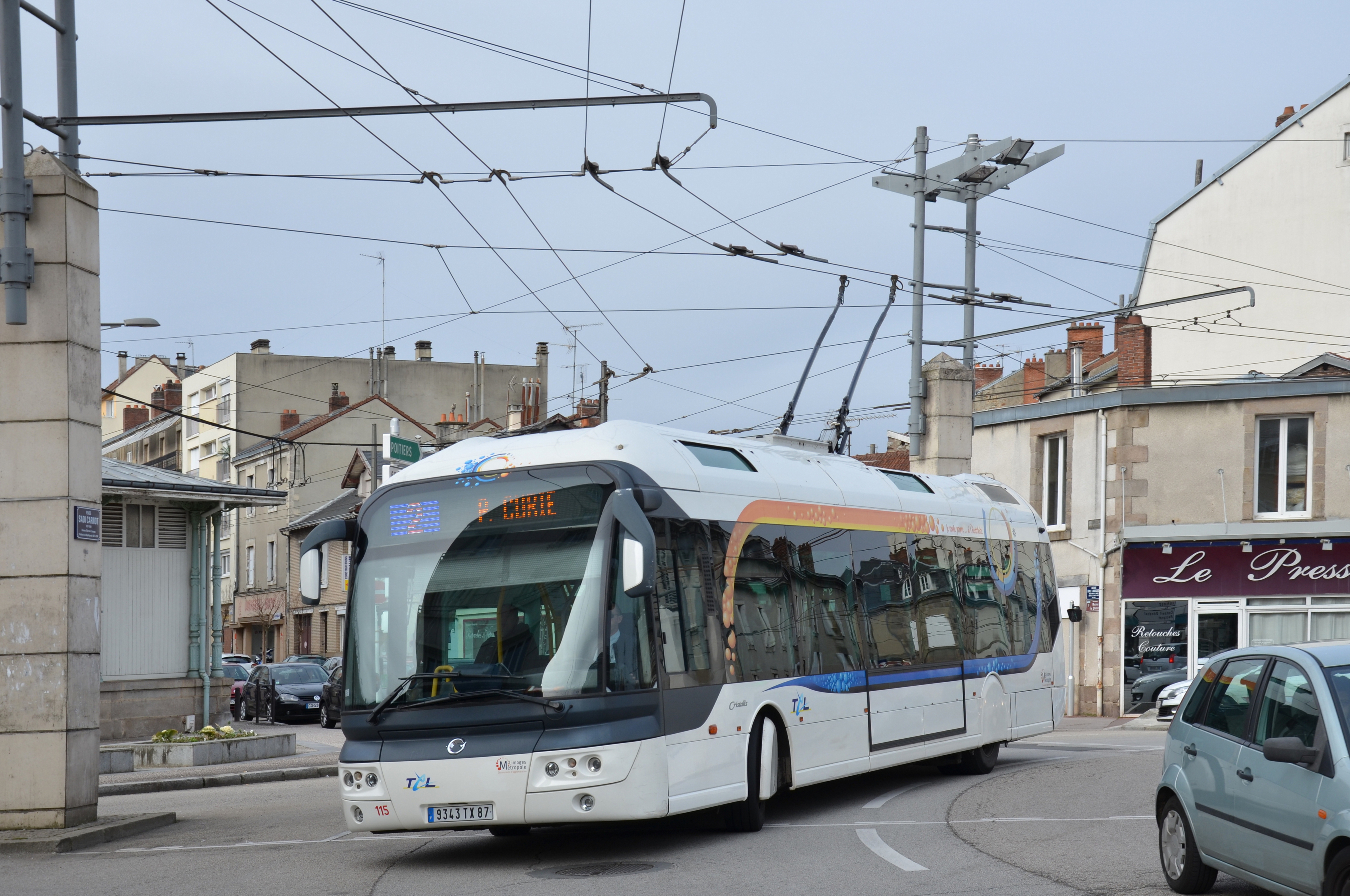
利摩日电车2路
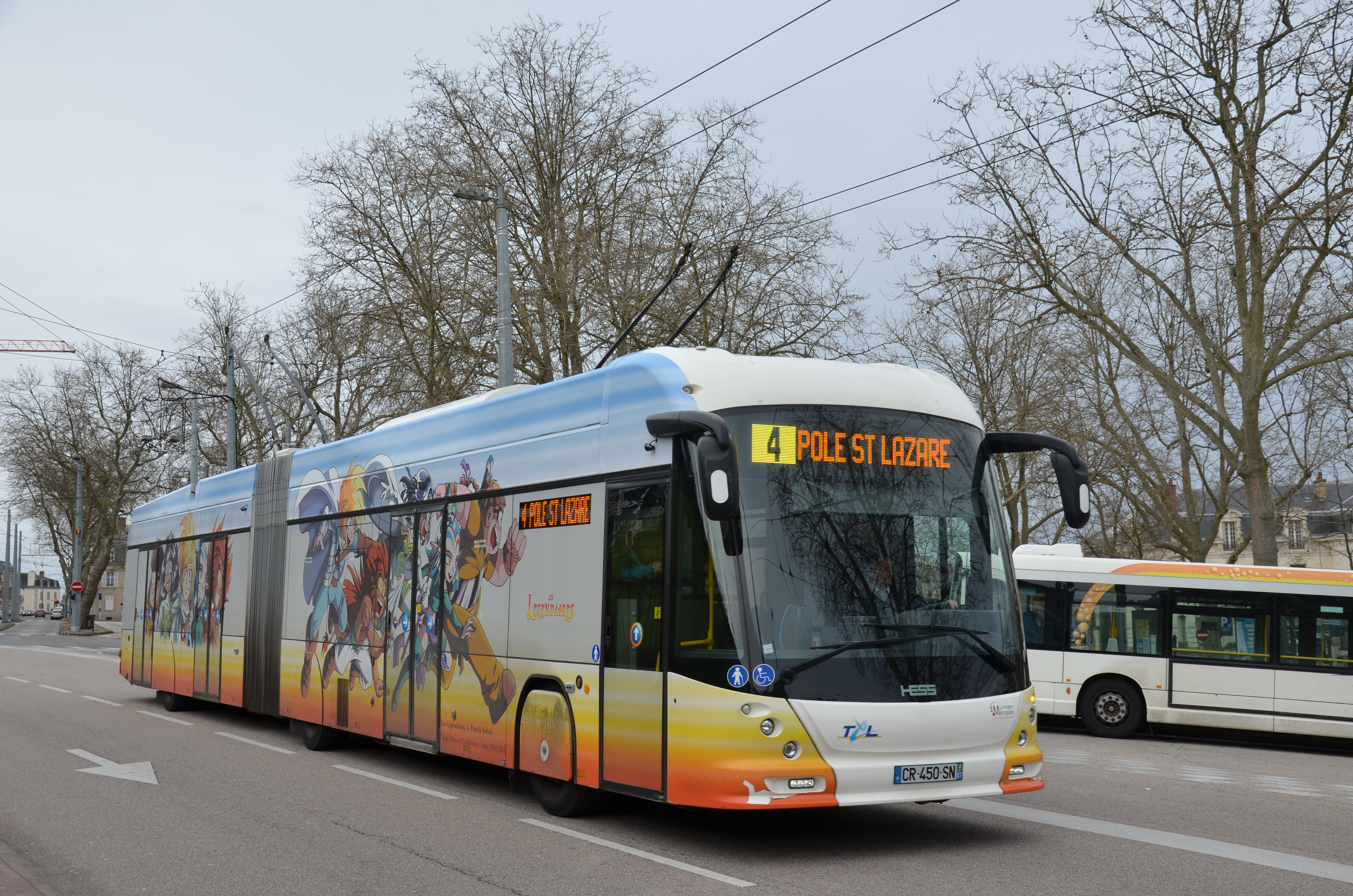
利摩日电车4路
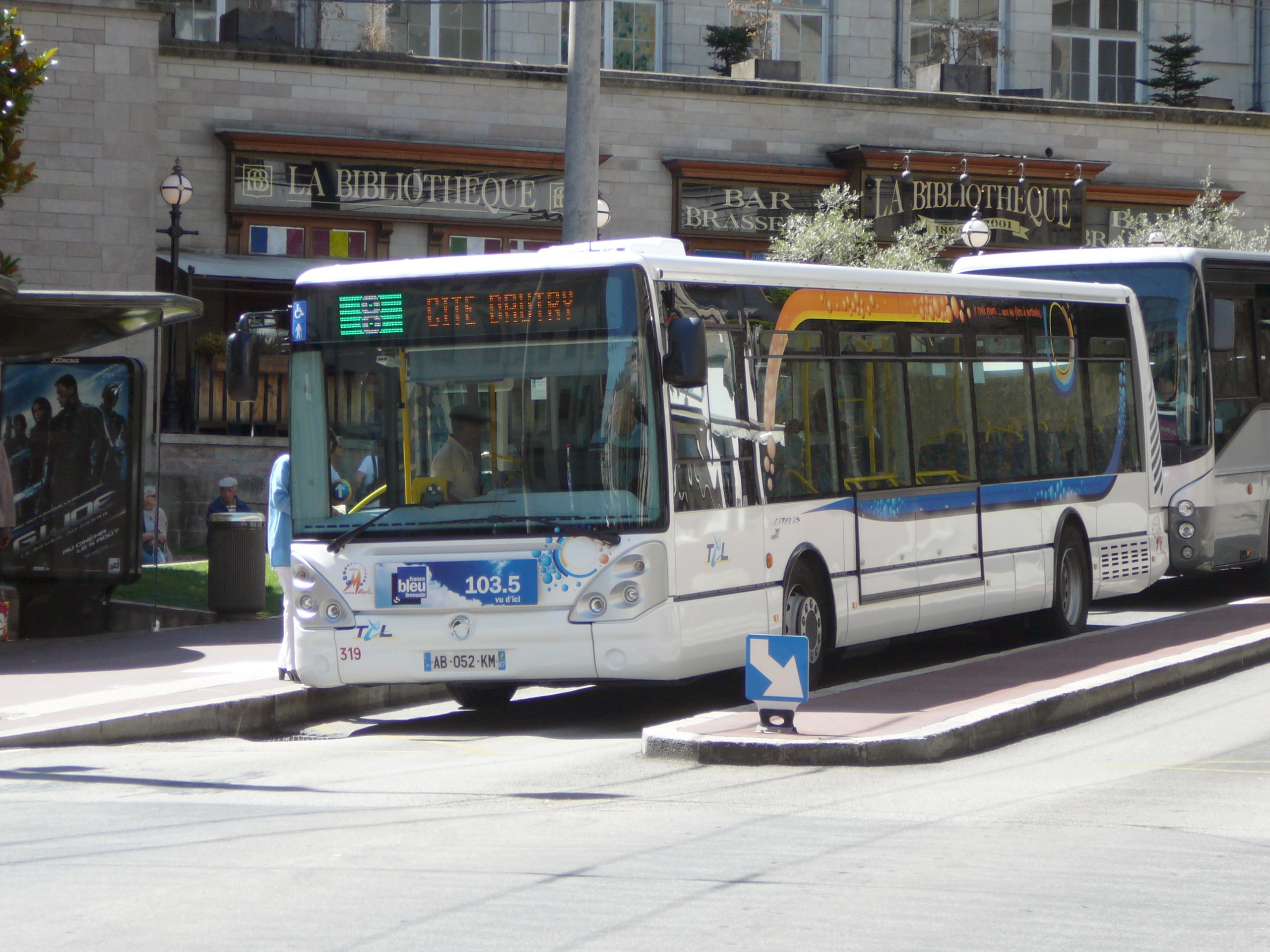
利摩日公交8路
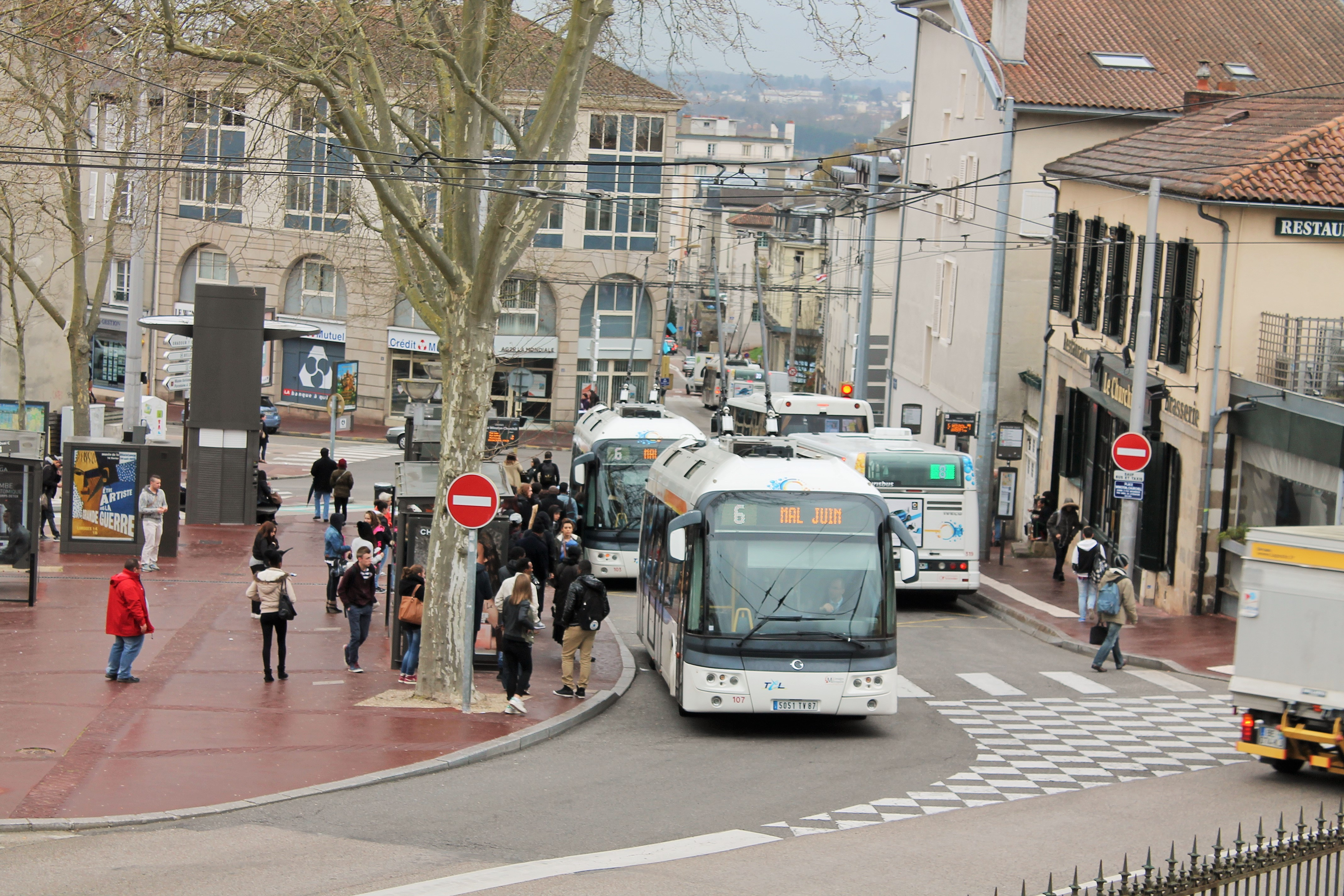
丘吉尔广场公交枢纽站